# Racing
Racing és el 19è àlbum del grup de música heavy metal Loudness, publicat el 2004.

## Cançons
1. Racing
2. Exultation
3. Lunatic
4. Believe It Or Not
5. Power Generation
6. Speed Maniac
7. Live For The Moment
8. Crazy Samurai (versió de l'àlbum)
9. Telomerase
10. Tomorrow Is Not Promised
11. Misleading Man
12. R.I.P. (versió de l'àlbum)
13. Don't Know Nothing
14. Unknown Civilians

## Formació
- Masaki Yamada: Veus
- Akira Takasaki: Guitarra
- Naoto Shibata: Baix
- Hirotsugu Homma: Bateria